# RT 90
RT 90, Rikets Triangelnät eller Rikets koordinatsystem 1990, är ett rikstäckande rätvinkligt plant koordinatnät och var det referenssystem som allmänna svenska kartor baserades på. Rikets nät eller Swedish Grid är en variant med beteckningen RT 90 2,5 gon V 0:-15. RT 90 ersatte det äldre RT 38 (Rikets koordinatnät baserat på rikets triangelnät i 1938 års system) och har i sin tur ersatts av referenssystemet SWEREF 99.
Det används för att positionera sig på äldre svenska landkartor från Lantmäteriet. Den bygger på ellipsoiden Bessel 1841, och en Gauss-Krüger kartprojektion. Ellipsoiden används för att bestämma hur marken ligger just på vårt ställe på jordklotet, eftersom jorden är ojämn så behövs olika ellipsoider på olika ställen på jorden. Kartprojektionen bestämmer hur punkter läggs från den "runda" ellipsoiden till den plana kartan.
SOS Alarm, Försvarsmakten och Räddningstjänsten i Sverige använder numera SWEREF 99. Försvarsmakten använder numera koordinatsystemet MGRS i referenssystemet WGS 84. SOS Alarm begär koordinater av allmänheten i formaten RT90, WGS84, Sweref99TM eller decimaler.

## Koordinater i Rikets nät
Koordinater i Rikets nät skrivs på formen

```
x-koordinat y-koordinat
```

där x-koordinaten växer mot norr och y-koordinaten åt öster.
Några exempel på koordinater är:
```
6166984 1322751 (En punkt i centrala Malmö)
6404510 1271140 (Göteborg)
7087271 1719456 (Umeå)
```

Noggrannheten anges genom att utelämna siffror till höger.
```
6445760 1362000 (1 meter)
644576 136200	(10 meter)
64457 13620	(100 meter)
6445 1362	(1 kilometer)
```

I exemplet används trunkering (exempelvis 64457 till 6445) snarare än avrundning.